# Historischer Verein der Pfalz

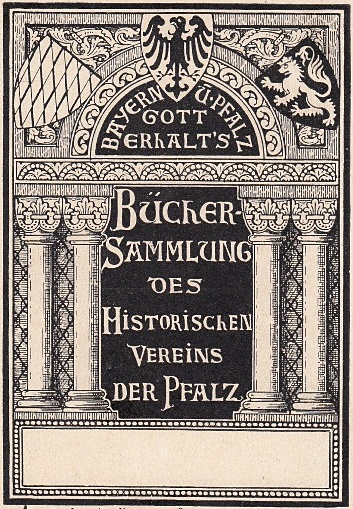
Ex Libris des Historischen Vereins der Pfalz (1893)

Der Historische Verein der Pfalz ist ein Geschichtsverein mit dem Schwerpunkt auf die Region Pfalz in Rheinland-Pfalz.

## Geschichte

### Vorläufertätigkeit
Als regionaler Vorläufer des Vereins kann die Historische Sektion der Kurpfälzischen Akademie der Wissenschaften angesehen werden. Diese wissenschaftliche Vereinigung wurde von Kurfürst Karl Theodor am 15. Oktober 1763 in Mannheim gestiftet, wobei die Pflege der Pfälzer Historie eines der ausdrücklichen Gründungsanliegen war. Erstmals fanden sich hier Personen zusammen, mit dem planmäßigen Ziel, die pfälzische Geschichte zu erforschen und bekannt zu machen. Innerhalb der Akademie betätigte sich besonders der spätere Kardinal Johann Casimir von Häffelin (1737–1827) in diesem Sinne. Der Kurfürst berief ihn u. a. zum Pfälzischen Kabinettsantiquarius und zum Münzkabinettsdirektor, in welchem Amt er „systematisch alle Antiquitäten und andere Monumente, die durch die Unterthanen oder sonsten gefunden werden mögten“, sammeln, pflegen und katalogisieren sollte. Daneben hielt er diesbezügliche Vorträge und publizierte eine Vielzahl von Schriften. Überdies veröffentlichte die Akademie zwischen 1766 und 1794 ihre Forschungsberichte auch offiziell in den Acta Academiae Theodoro-Palatinae, von denen etwa alle drei Jahre ein Band erschien.
Durch die Übersiedlung des Kurfürsten nach München (1778), sowie die spätere Zerschlagung der Kurpfalz und ihre Aufteilung an Baden (rechtsrheinisch) und Frankreich (linksrheinisch) kam die historische Tätigkeit hier weitgehend zum Erliegen. Sie setzte in der linksrheinischen Pfalz – abgesehen von Einzelinitiativen, wie etwa Bischof Joseph Colmars Rettung des Speyerer Domes vor dem Abriss – erst wieder 1816, mit dem Übergang an das Königreich Bayern ein.

### Vereinsgeschichte

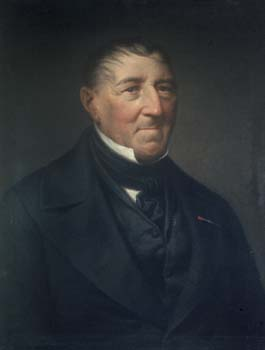
Joseph von Stichaner, Gründer und erster Vorsitzender des Vereins

1819 gründete Freiherr vom Stein in Frankfurt am Main die „Gesellschaft für ältere deutsche Geschichtskunde“, den ersten historischen Verein Deutschlands. Nach seinem Muster bildeten sich vielfach regionale Ableger mit dem gleichen Ziel. Sie standen nicht nur Forschern, sondern auch allen Geschichtsinteressierten offen und sollten ein breites Bewusstsein für die Materie schaffen. Von 1817 bis 1832 amtierte in Speyer, als Regierungspräsident des Rheinkreises, der geschichtlich sehr engagierte Joseph von Stichaner. Er betätigte sich mit gleichgesinnten Freunden in dieser Hinsicht und publizierte nebenbei viele historische Fachartikel. Aus eigenem Antrieb errichtete er 1825 die Speyerer Antikenhalle zur Ausstellung von Bodenfunden seines Bezirkes.
Am 29. Mai 1827 rief König Ludwig I. die historischen Vereine Bayerns ins Leben. Joseph von Stichaner griff diese Initiative freudig auf und gründete noch im gleichen Jahr eine eigene Sektion im Rheinkreis. Vorsitzender und Hauptaktivist war der Regierungspräsident selbst, unterstützt von etwa 40 Interessierten. Der Zusammenschluss nannte sich „Historischer Verein des Rheinkreises“. Durch die Versetzung Stichaners 1832 und die damaligen politischen Ereignisse schlief der Verein ein.
Im August 1834 fanden sich fünf Mitglieder zusammen um ihn wieder zu beleben. Es waren dies Domkapitular Johann Jakob von Geissel (später Kardinal-Erzbischof von Köln), Johann Friedrich Butenschoen (Schulrat), Christian Ludwig Schülein (Schulrektor), Peter Gayer (Kreisarchivar) und Friedrich Stephan Umpfenbach (Regierungssekretär). Zu ihrem Vorsitzenden wählten sie den Regierungspräsidenten Carl Albert Leopold von Stengel (1784–1865). Für kurze Zeit wurde der Verein sehr aktiv; u. a. publizierte er 1835 das Büchlein „Die Schlacht am Hasenbühl und das Königskreuz bei Göllheim“, wodurch die Kosten für die Rettung des Königskreuzes in Göllheim und den Bau der dortigen Kapelle bestritten wurden. Peter Gayer, ein begabter Grafiker, hielt auch viele historische Bauten in Zeichnungen fest, welche – nach zwischenzeitlichem Abriss oder Umbau – heute oftmals die einzige Quelle zu ihrem Aussehen darstellen. Nach seinem 1836 erfolgten Tod kam die Vereinstätigkeit abermals zum Erliegen und wurde erst im Dezember 1838 auf Initiative des Regierungspräsidenten Fürst Karl Theodor von Wrede (1797–1871) wieder aufgenommen.

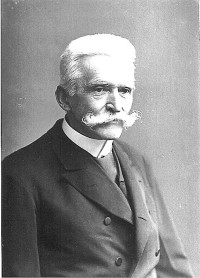
Freiherr Sigmund von Pfeufer, der Wiederbegründer von 1869

Treibende Kraft war nun der Lyzealdirektor Georg von Jäger (1778–1863), der regelrechte Statuten ausarbeitete, die zum 19. Oktober 1841 in Kraft traten; die Mitgliederzahl lag bei 541. Im Vorstand des Vereins saß damals auch der Historiker Johann Kaspar Zeuß (1806–1856) und verfasste für ihn die Werke „Traditiones possessionesque Wizenburgenses“ (1842) sowie „Die freie Reichsstadt Speier vor ihrer Zerstörung nach urkundlichen Quellen örtlich geschildert“ (1843). Schon 1837 war der Rheinkreis in Pfalz umbenannt worden, weshalb man sich nun als „Historischen Verein der Pfalz“ bezeichnete. Dieser Name wurde bis heute beibehalten. Im Gefolge des Pfälzischen Aufstandes von 1849 und der nachfolgenden gesellschaftlichen Turbulenzen, kam es wieder zu einer Unterbrechung der Vereinstätigkeit.
Erst 1869 regte Regierungspräsident Sigmund von Pfeufer (1824–1894) die Wiederbelebung an und mit Datum vom 3. April 1869 gründete sich der „Historische Verein der Pfalz“ neu. Pfeufer wurde Vorsitzender, Ludwig Schandein (Kreisarchivar) und der Domherr Franz Xaver Remling unterstützten ihn als Vorstandsmitglieder.
Seither existiert der Verein ununterbrochen fort. Er hat seinen Sitz in Speyer und zählt gegenwärtig etwa 3.000 Mitglieder und 14 Bezirks-, Kreis- und Ortsgruppen. Vorsitzender des Vereins ist der frühere Oberbürgermeister der Stadt Speyer Werner Schineller. Die Vereinssammlungen sind im 1910 fertiggestellten Historischen Museum der Pfalz untergebracht, als dessen Mitbetreiber er fungiert.